# André Gaumond
André Gaumond (Saint-Thomas de Montmagny, 3 de junho de 1936 - Sherbrooke, 14 de dezembro de 2019) foi um ministro canadense e arcebispo católico romano de Sherbrooke.
André Gaumond foi ordenado sacerdote para a diocese de Sainte-Anne-de-la-Pocatière em 27 de maio de 1961 por Bruno Desrochers na catedral de Sainte-Anne-de-la-Pocatière. Além de seus deveres pastorais, ele ensinou filosofia no Colégio de Saint-Anne-de-Montmagny.
Em 31 de maio de 1985, o Papa João Paulo II o nomeou Bispo de Sainte-Anne-de-la-Pocatière. O arcebispo de Quebec, Louis-Albert Vachon, o consagrou bispo em 15 de agosto do mesmo ano; Co-consagradores foram Marc Leclerc, Bispo Auxiliar de Québec, e Bertrand Blanchet, Bispo de Gaspé.
Em 16 de fevereiro de 1995 foi nomeado Arcebispo Coadjutor de Sherbrooke por João Paulo II. Com a aposentadoria de Louis Joseph Jean Marie Fortier, ele o sucedeu em 1º de julho de 1996 como Arcebispo de Sherbrooke.
Na Conferência Episcopal Canadense, Gaumond atuou como Vice-Presidente e Tesoureiro e foi membro das Comissões Episcopais para Associações, Teologia e Evangelização. Durante seu mandato em Sherbrooke, ele serviu como Presidente da Conferência Episcopal de 2005 a 2007. Ele também foi chanceler do Séminaire de Sherbrooke e da Université de Sherbrooke.
Em 26 de julho de 2011, o Papa Bento XVI aceitou seu pedido de demissão por idade.